# Nudochernes setiger
Nudochernes setiger es una especie de arácnido  del orden Pseudoscorpionida de la familia Chernetidae.

## Distribución geográfica
Se encuentra en Uganda.